# Hukundha, Kanakapura
Hukundha là một làng thuộc tehsil Kanakapura, huyện Ramanagara, bang Karnataka, Ấn Độ.